# NGC 2044
NGC 2044 (другое обозначение — ESO 56-SC165) — рассеянное скопление в созвездии Золотая Рыба.
Этот объект входит в число перечисленных в оригинальной редакции «Нового общего каталога».
Скопление почти не содержит Be-звёзд. NGC 2044 является очень молодым скоплением.